# Associazione Calcio Como 1951-1952
Questa voce raccoglie le informazioni riguardanti l'Associazione Calcio Como nelle competizioni ufficiali della stagione 1951-1952.

## Rosa
| N. |                   | Ruolo | Calciatore           |
| -- | ----------------- | ----- | -------------------- |
|    | Italia (bandiera) | P     | Franco Cardani       |
|    | Italia (bandiera) | P     | Carlo Visintin       |
|    | Italia (bandiera) | D     | Umberto Boniardi     |
|    | Italia (bandiera) | D     | Gianfranco Gatti     |
|    | Italia (bandiera) | D     | Franco Pedroni       |
|    | Italia (bandiera) | C     | Mario Bergamaschi    |
|    | Italia (bandiera) | C     | Umberto Pinardi      |
|    | Italia (bandiera) | C     | Guido Quadri         |
|    | Italia (bandiera) | A     | Giuseppe Baldini     |
|    | Italia (bandiera) | A     | Salvatore Campi      |
|    | Italia (bandiera) | A     | Renato Cattaneo      |
|    | Italia (bandiera) | A     | Manlio Italo Cipolla |

| N. |                   | Ruolo | Calciatore        |
| -- | ----------------- | ----- | ----------------- |
|    | Italia (bandiera) | A     | Giovanni Colombo  |
|    | Italia (bandiera) | A     | Carlo Dossi       |
|    | Italia (bandiera) | A     | Vittorio Ghiandi  |
|    | Italia (bandiera) | A     | Antonio Giorgetti |
|    | Italia (bandiera) | A     | Giuliano Giovetti |
|    | Italia (bandiera) | A     | Alceo Lipizer     |
|    | Italia (bandiera) | A     | Franco Mori       |
|    | Italia (bandiera) | A     | Bruno Nattino     |
|    | Italia (bandiera) | A     | Ercole Rabitti    |
|    | Italia (bandiera) | A     | Mario Stua        |
|    | Italia (bandiera) | A     | Angelo Turconi    |

## Risultati

### Serie A

#### Girone di andata
| 9 settembre 1951 1ª giornata | Como | 1 – 0 | Torino |  |

| 16 settembre 1951 2ª giornata | Padova | 0 – 2 | Como |  |

| 23 settembre 1951 3ª giornata | Como | 2 – 0 | Triestina |  |

| 30 settembre 1951 4ª giornata | SPAL | 1 – 0 | Como |  |

| 7 ottobre 1951 5ª giornata | Como | 1 – 2 | Milan |  |

| 14 ottobre 1951 6ª giornata | Palermo | 4 – 1 | Como |  |

| 21 ottobre 1951 7ª giornata | Como | 2 – 2 | Lazio |  |

| 28 ottobre 1951 8ª giornata | Atalanta | 1 – 0 | Como |  |

| 4 novembre 1951 9ª giornata | Como | 0 – 2 | Fiorentina |  |

| 18 novembre 1951 10ª giornata | Inter | 5 – 1 | Como |  |

| 2 dicembre 1951 11ª giornata | Como | 2 – 2 | Novara |  |

| 9 dicembre 1951 12ª giornata | Sampdoria | 3 – 1 | Como |  |

| 16 dicembre 1951 13ª giornata | Como | 0 – 1 | Pro Patria |  |

| 23 dicembre 1951 14ª giornata | Como | 2 – 4 | Napoli |  |

| 30 dicembre 1951 15ª giornata | Udinese | 3 – 1 | Como |  |

| 6 gennaio 1952 16ª giornata | Legnano | 1 – 2 | Como |  |

| 13 gennaio 1952 17ª giornata | Como | 1 – 1 | Lucchese |  |

| 20 gennaio 1952 18ª giornata | Como | 2 – 0 | Juventus |  |

| 27 gennaio 1952 19ª giornata | Como | 1 – 0 | Bologna |  |

#### Girone di ritorno
| 3 febbraio 1952 20ª giornata | Torino | 4 – 0 | Como |  |

| 20 febbraio 1952 21ª giornata | Como | 3 – 2 | Padova |  |

| 17 febbraio 1952 22ª giornata | Triestina | 2 – 0 | Como |  |

| 24 febbraio 1952 23ª giornata | Como | 1 – 3 | SPAL |  |

| 9 marzo 1952 24ª giornata | Milan | 2 – 0 | Como |  |

| 16 marzo 1952 25ª giornata | Como | 4 – 0 | Palermo |  |

| 23 marzo 1952 26ª giornata | Lazio | 1 – 2 | Como |  |

| 30 marzo 1952 27ª giornata | Como | 2 – 1 | Atalanta |  |

| 6 aprile 1952 28ª giornata | Fiorentina | 5 – 0 | Como |  |

| 13 aprile 1952 29ª giornata | Como | 2 – 1 | Inter |  |

| 20 aprile 1952 30ª giornata | Novara | 3 – 2 | Como |  |

| 27 aprile 1952 31ª giornata | Como | 2 – 1 | Sampdoria |  |

| 4 maggio 1952 32ª giornata | Pro Patria | 1 – 0 | Como |  |

| 11 maggio 1952 33ª giornata | Napoli | 7 – 1 | Como |  |

| 18 maggio 1952 34ª giornata | Como | 5 – 0 | Udinese |  |

| 1 giugno 1952 35ª giornata | Como | 3 – 0 | Legnano |  |

| 8 giugno 1952 36ª giornata | Lucchese | 1 – 2 | Como |  |

| 15 giugno 1952 37ª giornata | Juventus | 0 – 0 | Como |  |

| 22 giugno 1952 38ª giornata | Bologna | 4 – 2 | Como |  |

## Statistiche

### Statistiche di squadra
| Competizione | Punti | In casa | In casa | In casa | In casa | In casa | In casa | In trasferta | In trasferta | In trasferta | In trasferta | In trasferta | In trasferta | Totale | Totale | Totale | Totale | Totale | Totale | DR  |
| Competizione | Punti | G       | V       | N       | P       | Gf      | Gs      | G            | V            | N            | P            | Gf           | Gs           | G      | V      | N      | P      | Gf     | Gs     | DR  |
| ------------ | ----- | ------- | ------- | ------- | ------- | ------- | ------- | ------------ | ------------ | ------------ | ------------ | ------------ | ------------ | ------ | ------ | ------ | ------ | ------ | ------ | --- |
| Serie A      | 34    | 19      | 11      | 3       | 5       | 36      | 22      | 19           | 4            | 1            | 14           | 17           | 48           | 38     | 15     | 4      | 19     | 53     | 70     | -17 |

### Statistiche dei giocatori
| Giocatore      | Serie A  | Serie A |
| Giocatore      | Presenze | Reti    |
| -------------- | -------- | ------- |
| G. Baldini     | 28       | 13      |
| M. Bergamaschi | 35       | 0       |
| U. Boniardi    | 26       | 1       |
| S. Campi       | 2        | 0       |
| F. Cardani     | 25       | -46     |
| R. Cattaneo    | 34       | 11      |
| M. Cipolla     | 2        | 0       |
| G. Colombo     | 1        | 0       |
| C. Dossi       | 16       | 2       |
| G. Gatti       | 23       | 0       |
| V. Ghiandi     | 1        | 0       |
| A. Giorgetti   | 6        | 0       |
| G. Giorgetti   | 31       | 9       |
| A. Lipizer     | 6        | 0       |
| F. Mori        | 3        | 0       |
| B. Nattino     | 2        | 0       |
| F. Pedroni     | 38       | 0       |
| U. Pinardi     | 34       | 4       |
| G. Quadri      | 36       | 0       |
| E. Rabitti     | 19       | 5       |
| M. Stua        | 1        | 0       |
| A. Turconi     | 36       | 8       |
| C. Visintin    | 13       | -24     |